# Chris Redfield
(Chris Redfield in Resident Evil 5)
Chris Redfield (クリス・レッドフィールド Kurisu Reddofīrudo) è un personaggio immaginario, e il protagonista della serie di videogiochi Resident Evil della Capcom.

## Caratteristiche
Chris Redfield è un uomo che lavora principalmente come poliziotto presso una élite speciale chiamata S.T.A.R.S. (Special Tactics And Rescue Service), e successivamente come agente presso la B.S.A.A. (Bioterrorism Security Assessment Alliance), un ramo governativo che si occupa del rilevamento e la neutralizzazione delle armi biologiche. Egli emerge per le sue abilità di tiratore scelto.
Dopo il servizio di leva nell'aeronautica militare, si arruola nella squadra "S.T.A.R.S.", reparto d'elite della polizia di Raccoon City. Tra i suoi colleghi spicca nell'utilizzo delle armi da fuoco e nel tiro di precisione a lunga distanza. In Resident Evil viene rivelato essere il migliore tiratore (marksman) della sua squadra dopo l'allora capitano Albert Wesker, e in Resident Evil 2 nell'ufficio S.T.A.R.S. sono presenti diversi trofei vinti da Chris nelle competizioni.
Successivamente agli eventi di Resident Evil 4 Chris, dopo essere entrato a far parte della B.S.A.A.,  potenzia la sua massa fisica e la sua forza ed appare decisamente più forte e muscoloso. Chris ha una personalità semplice e insieme caustica: sebbene egli riesca a farsi facilmente apprezzare dai suoi colleghi, la sua natura orgogliosa e conflittuale prende spesso il sopravvento, impedendogli di integrarsi adeguatamente in un gruppo.
Nella sua scheda identificativa del primo episodio, Chris viene descritto come un uomo alto centottantuno centimetri, dal peso di ottanta chili, ha i capelli castani, gli occhi verdi e il suo gruppo sanguigno è 0.

## Storia
Chris Redfield nasce negli Stati Uniti l'inizio di gennaio nel 1973, e tra i suoi parenti si conosce soltanto la sorella minore, Claire Redfield. Non si hanno molte informazioni sulla sua vita nell'infanzia e nella gioventù, a parte il fatto che si arruola molto giovane nell'aeronautica militare, dal quale viene poi espulso per via del suo atteggiamento indolente che assumeva di fronte ai suoi superiori. Poco tempo dopo, Chris Redfield trova nell'amicizia con Barry Burton il suo biglietto d'ingresso nella S.T.A.R.S.. La sua predisposizione al combattimento e la sua scioltezza con le armi da fuoco ne fanno un elemento d'élite per la Squadra Alpha.
 Resident Evil 
La sera del 28 luglio del 1998, Chris viene inviato in missione insieme alla sua squadra presso la Villa Spencer, una tenuta ai margini di Raccoon City dove 24 ore prima un'altra unità della S.T.A.R.S. che venne inviata per indagare su strani omicidi avvenuti nei dintorni, sparì senza lasciare traccia. Sul posto, Chris e la sua squadra sono attaccati da cani in condizioni piuttosto sospette, e parte della squadra viene decimata. Costretto a rifugiarsi nella villa, Chris e i suoi compagni rimasti si rendono presto conto che la situazione è molto più grave: quelli che all'inizio si sospettavano essere gli attacchi di qualche animale, o di una setta terroristica, sono in realtà le conseguenze di una specie di insolita epidemia, che aveva colpito le persone che si trovavano nel luogo, trasformandole in antropofagi dalle facoltà cognitive regredite, che attaccavano a loro volta le persone sane per cibarsene, e che infetta anche animali e vegetali.
Come viene successivamente spiegato da Rebecca Chambers, unica superstite della squadra precedente, tale epidemia viene generata da una tossina virulenta sintetica, progettata segretamente da una famosa multinazionale, la Umbrella Corporation, che intendeva metterla in commercio come arma batteriologica al mercato nero. Viene inoltre rivelato che, tra le persone che lavoravano al progetto c'era anche Wesker, che era incaricato dalla multinazionale di insabbiare gli esperimenti condotti nelle fondamenta della villa. Chris, sebbene ostacolato da Wesker e l'arma T-002, un mutante antropomorfo, riesce a fuggire dal luogo, e ad attivarne l'autodistruzione.
 Poco prima degli eventi di  Resident Evil 2 
Verso i due mesi successivi agli episodi della Villa Spencer, Chris e i superstiti del incidente, Jill, Barry, Rebecca e Brad, si mobilitano affinché le autorità locali prendano provvedimenti riguardo ai fatti accaduti su quel luogo, ma vengono ignorati ed osteggiati in primo luogo da Brian Irons, capo della polizia nonché altra talpa della Umbrella; A Chris non resta altro che agire per conto proprio, e inizia ad indagare di persona su una pista che lo porta ad alcune attività sospette della multinazionale in Europa. Nel frattempo, una fuga di virus raggiunge la città di Raccoon City, che viene messa in quarantena dallo Stato, per poi essere rasa al suolo con un bombardamento nucleare.
 Resident Evil Code: Veronica X 
A un mese di distanza dalla distruzione della città, Chris riceve una e-mail dell'agente governativo Leon Scott Kennedy il quale lo mette al corrente del fatto che sua sorella minore, Claire, superstite del cosiddetto Disastro di Raccoon City, è stata catturata e reclusa in una prigione su Rockfort Island, un'isola situata nell'Oceano Pacifico. Chris si reca sull'isola ma scopre che a causa dell'assedio da parte delle forze armate di Wesker e della rappresaglia del comandante Alfred Ashford, sua sorella è stata costretta a spostarsi verso l'Antartide insieme a Steve Burnside, altro prigioniero dell'isola. Raggiunta Claire, insieme scoprono un laboratorio segreto della Umbrella in Antartide, dove si imbattono in Alexia Ashford, creatrice del virus T-Veronica e ultima rimasta della dinastia Ashford, proprietari della Umbrella, che i due sono costretti a fronteggiare. Distrutto anche questa sede della multinazionale, i fratelli si dividono nuovamente. Chris entra, insieme a Jill, nella B.S.A.A., una divisione anti-armi biologiche, mentre Claire diventa una attivista politica della cooperativa "TerraSave", sempre volta contro le armi biologiche.
 Resident Evil: The Umbrella Chronicles 
Verso il 2003, Chris e Jill sventano per conto della B.S.A.A. diverse minacce bioterroristiche, tra le quali le operazioni dello stabilimento della Umbrella situato in Russia, dove il suo direttore, Sergei Vladimir, lavorava sul T-A.L.O.S., una nuova arma biologica.
 Resident Evil: Revelations 
Dopo la caduta dell'Umbrella nel 2003, alcuni ricercatori vendevano le loro armi biologiche al mercato nero. In risposta a questa nuova minaccia Chris insieme a Jill cofondarono la BSAA che era contro queste armi biologiche. Nel 2005, un anno dopo il disastroso attacco bioterroristico conosciuto come il Panico Terragrigia, la BSAA è stata informata circa la risurrezione de "la Veltro", l'organizzazione bioterroristica che ha distrutto la città galleggiante di Aquapolis. Per indagare su questo rumor, il direttore BSAA Clive R. O'Brian ha inviato Chris e la sua nuova partner, Jessica Sherawat, ad una catena montuosa Valkoin del Mökki, Finlandia, montagne in Europa là si diceva che c'era un nascondiglio di alcuni terroristi chiamati la Veltro. Una volta in zona, però, Jessica e Chris improvvisamente hanno perso il contatto con la sede BSAA, costringendo i due a procedere con la missione senza supporto radio.
E solo alla fine missione riescono a contattare la BSAA.
 Resident Evil 5: Lost in Nightmares 
Nel 2006, i due si occupano dei cosiddetti I Guardiani della Follia (Guardians of Insanity) di Villa Spencer, e localizzano il nascondiglio di Ozwell E. Spencer, il cofondatore della Umbrella. Nella villa si trova anche Wesker, alla ricerca di informazioni sul suo passato, ma finiscono per scontrarsi l'uno con l'altro. Sarà il sacrificio di Jill, che si lancerà nel vuoto assieme a Wesker, a salvare Chris.
 Resident Evil 5 
Nel 2009, la B.S.A.A. assegna a Chris il compito di controllare alcuni movimenti sospetti a Kijuju, in Africa. La trama del gioco svelerà più dettagli sul passato del protagonista. Affiancato da Sheva Alomar il loro compito principale è quello di trovare il presunto bioterrorista Ricardo Irving e catturarlo. Chris scopre da alcuni file che la sua ex partner Jill Valentine, presumibilmente morta tre anni prima, è ancora viva e reclusa da qualche parte sul luogo. Dopo alcune indagini i due ritrovano Jill, che ormai mutante, è tenuta sotto controllo tramite un dispositivo da Wesker e che esso collabora con il presidente della Tricell, Excella Gionne per un piano volto a trasformare il mondo in un luogo popolato da una "razza avanzata" di esseri umani. Fermata la donna, Chris elimina definitivamente Wesker, e insieme a Jill continua la sua battaglia contro la Umbrella.
 Resident Evil 6 
Con l'attacco della repubblica immaginaria di Edonia da parte di un gruppo terroristico, situata nell'Europa del Est, nel 2012 Chris viene inviato in tale paese insieme alla sua squadra, ma finiscono in un'imboscata tesa da Carla Radames, sosia di Ada Wong, e Chris perde il gruppo del quale era a capo. Colpito da amnesia post-traumatica in seguito all'attacco, Chris viene ricoverato in un ospedale, e poco dopo se ne perdono le tracce. Afflitto dai sensi di colpa per non essere riuscito a salvare la propria squadra Chris cade nella dipendenza dal alcol per sei mesi.
Nello stesso tempo, una contaminazione biologica in Cina scuote il pianeta e Piers Nivans, un ex compagno della squadra, trova Chris e lo convince a tornare a coprire il ruolo di comando nella BSAA. In Cina, affrontano un'epidemia di virus-C e incontrano Jake Muller, un mercenario che ha gli anticorpi per il virus, rendendo possibile estrarre un vaccino da lui, ma affrontano poi HAOS, un'enorme B.O.W. Piers viene gravemente ferito e si infetta con il virus-C per aiutare il suo capitano a sconfiggerlo, ma rendendosi conto che l'infezione prenderà il sopravvento, spinge Chris in una capsula di salvataggio e si sacrifica per distruggere HAOS. Seppure addolorato dalla morte di Piers, Chris continua a far parte della BSAA in suo onore.
 Resident Evil: Vendetta 
Nel 2014, successivamente agli eventi di Resident Evil 6 e prima degli eventi di Resident Evil 7, Chris sempre capitano della BSAA, deve collaborare con l'agente del DSO ("Division of Security Operations") Leon Scott Kennedy e con la ricercatrice Rebecca Chambers per sventare un rischio batteriologico a New York causato dal bioterrorista Glenn Arias, assieme al suo braccio destro Maria Gomez, un'affascinante trafficante di armi biologiche. Arias ha sviluppato un nuovo tipo di virus noto come il virus Trigger per vendicare la morte di sua moglie avvenuta, a quanto pare, a causa di un bombardamento da parte del governo statunitense.
Alcuni mesi prima, Leon era stato costretto ad uccidere tutti i membri della sua squadra del DSO, finiti vittima di tale virus mentre cercavano di sventare un attacco bioterroristico a Washington. A seguito di ciò, Leon cadde in un profondo stato depressivo, iniziando ormai a ritenere impossibile la sua missione di annientare i virus che trasformano le persone in B.O.W., conscio del fatto che, per quanto lui si sforzi a combattere il bioterrorismo, ci saranno sempre nuovi nemici che continueranno a causare la morte di innocenti tramite gli agenti virali. Leon si prende quindi alcuni giorni di ferie per riflettere sulla sua vita, tentando di affogare i suoi dispiaceri nell'alcol. Inizialmente Leon si rifiuta di aiutare Chris che nel tentativo di motivarlo gli chiede per quanto ancora ha intenzione di restarsene in ferie senza far nulla, con Leon che gli risponde che non si pone mai piani così a lungo termine. Tuttavia quando i terroristi al soldo di Arias rapiscono Rebecca minacciando di usare il vaccino da lei creato per potenziare ulteriormente il virus, Leon verrà nuovamente motivato a non abbandonare la sua lotta al bioterrorismo e deciderà di tornare in azione al fianco di Chris e della BSAA.
Nonostante Arias fosse riuscito a infettare tutta Manhattan con il virus, Leon e Chris riusciranno a liberare Rebecca e a recuperare il vaccino da diffondere su New York, per curarne gli abitanti. Nel tentativo di fermarli, Arias si trasforma in un potentissimo Super Tyrant. Leon da solo, combatterà testa a testa con il potente mostro e alla fine riuscirà ad eliminare Arias, con l'assistenza di Chris e della BSAA. Nel finale del film, Leon chiede a Chris quanto ancora potranno continuare a sventare complotti bioterroristici solo per ritrovarsi sempre al punto di partenza e a dover rifare tutto da capo ogni qualvolta un nuovo nemico metterà in atto un nuovo attentato. Con un sorriso, Chris gli risponderà come Leon gli aveva detto all'inizio del film, ovvero che non si pone mai piani così a lungo termine. Successivamente i due agenti, insieme a Rebecca, propagheranno l'antidoto su tutta New York a bordo di un aereo della BSAA, guarendo gli abitanti della città dal virus, i quali torneranno ad essere delle persone normali. Maria Gomez è tuttavia ancora viva, e da un bagliore emanato dai suoi occhi sembra anche lei essere infetta da un agente virale.
 Resident Evil: L'isola della morte 
Nel 2015, l'adesso consigliere della Bioterrorism Security Assessment Alliance (BSAA) Rebecca Chambers informa Chris di dodici casi in cui persone sono morte dopo essere state misteriosamente infettate da un ceppo avanzato del virus T e sono state trovate con segni di aghi sui loro corpi. Chris fa visita a Jill Valentine, sperando di impedirle di prendere parte all'operazione perché ancora provata dal trauma dovuto al controllo mentale che Albert Wesker le aveva inflitto nel 2009, ma lei rifiuta.
Chris e Jill incontrano Rebecca e la sorella di Chris, Claire Redfield, la quale rivela di aver scoperto un'orca infettata dallo stesso ceppo di virus T delle vittime del caso di Chris. L'orca nuotava vicino al Greater Farallones National Marine Sanctuary, cosa accaduta di recente a diverse balene scomparse. Poiché il ceppo attuale è simile ai ceppi precedenti incontrati dalla BSAA, sono fiduciosi che i loro attuali vaccini saranno sufficienti. A causa della vicinanza del santuario all'isola di Alcatraz, il gruppo si reca lì fingendo un giro turistico. Durante l'esplorazione delle fogne, Jill incontra Leon S. Kennedy anche lui assegnato a questa missione dal DSO. I due fanno squadra per respingere i Licker e raggiungere l'armeria, dove trovano progetti per droni simili a zanzare, che erano usati per infettare le persone. In seguito, vengono catturati da Dylan e gettati in una cella di prigione con Taylor e gli altri. Dylan, ex agente della Umbrella pieno di rancore, usa i droni per infettare i Redfield e Leon prima di rivelare di aver unito le forze con Maria, la quale cerca vendetta per la morte di suo padre Diego. Mentre Jill cerca di catturare Dylan, Rebecca cura Leon e i Redfield. Leon affronta da solo Maria Gomez, la quale è stata potenziata da un virus che le dona poteri sovrumani. Ciononostante, Leon riuscirà a sconfiggere e ad uccidere la donna, seppur dopo un arduo combattimento. 
Successivamente i Redfield, Jill, Leon e Rebecca uniscono le loro forze per combattere Dylan, che si fonde con un'arma bio-organica. Rebecca prende il controllo dei droni di Dylan e li programma per infettarlo, indebolendolo abbastanza da permettere a Jill, Leon e Chris di ucciderlo con esplosivi e un lanciarazzi. Mentre il gruppo attende gli elicotteri di salvataggio della BSAA, Chris elogia l'eroismo di Jill.
 Resident Evil 7: Biohazard 
Nel 2017, Chris compare in un breve cameo nel finale del settimo capitolo della serie dove trae in salvo il protagonista del gioco Ethan Winters. È inoltre protagonista di un DLC uscito nella primavera del 2017 chiamato "Not a Hero", dove la sua missione è eliminare il bioterrorista Lucas Baker. In questo gioco ci viene inoltre rivelato che ora Chris lavora assieme alla Blue Umbrella, una nuova compagnia che ha come obiettivo principale quello di rimediare ai danni provocati dalla Umbrella Corporation e dall'associazione terroristica della Neo Umbrella, e riabilitare il nome della compagnia agli occhi dell'opinione pubblica combattendo le minacce bioterroristiche e gli agenti virali che le scatenano.
 Resident Evil Village 
Chris è presente anche in questo gioco ambientato nel 2021, inizialmente nelle vesti di antieroe, uccidendo Mia e catturando la figlia di Ethan Winters, Rose. I due si rincontrano nella valle di Moreau, in una specie di piccolo laboratorio, dopo che Ethan viene bloccato da uno dei compagni di Chris. Ethan è molto arrabbiato con Chris per quello che ha fatto alla sua famiglia. Chris non riesce a parlare ad Ethan che viene bloccato da Moreau e i due si riperderanno di vista. Chris ed Ethan si ritrovano nella fabbrica di Heisenberg, dopo uno scontro corpo a corpo, dove Ethan viene sorpreso, i due si calmano e Chris dà a Ethan alcune spiegazioni della sua vera missione. La Mia che ha ucciso all'inizio del gioco non era quella vera ma la Madre Miranda che aveva cambiato forma, e che avevano catturato Rose ed Ethan per portarli al sicuro e non voleva che quest'ultimo si introducesse nella faccenda molto rischiosa, per poi cercare Mia che era stata rapita. I due si comprendono, si separano per farla finita una volta per tutte, ma Ethan viene ucciso da Miranda dopo aver sconfitto Heisenberg. Chris apprende della notizia, ma deve continuare la sua missione, con rancore. Trova un collegamento tra Eveline e Miranda scoprendo che la prima era la figlia geneticamente modificata di quest'ultima dopo che la prima (Eva) è morta per l'Influenza Spagnola. Lo si capisce da un "fungo" che la squadra trova. Dirigendosi nei laboratori di Miranda trova un altro collegamento, stavolta con Oswell Spencer, scoprendo che era amante e studente di Miranda e quest'ultimi hanno fatto dei test sul virus dell'Umbrella e per rianimare Eva. Chris trova Mia, quella vera, riferendole che Ethan è morto e che Rose è stata rapita, ma quest'ultima potrebbe salvarsi. Mia riferisce a Chris che Ethan potrebbe non essere morto, perché non capisce quanto sia speciale. Chris vedrà per l'ultima volta  Ethan dopo che quest'ultimo sconfigge definitivamente Miranda e dopo aver salvato Rose, Ethan chiede a Chris di occuparsi di sua figlia e di Mia, e si sacrifica la sua vita distruggendo il villaggio mentre Mia, Rose, Chris e la sua squadra scappano dal villaggio. Seppure sconvolto e addolorato dal sacrificio di Ethan, mantiene la sua promessa, occupandosi di Rose. Scopre anche che tra le truppe della B.S.A.A c'era una bioarma, il che lo spinge ad andare al quartier generale europeo della B.S.A.A a chiedere spiegazioni. Viene menzionato nei titoli di coda da Rose, dopo aver visitato la tomba di Ethan viene ingaggiata da un agente segreto che la chiama scherzosamente Eveline, quest'ultima si arrabbia e dice all'agente che potrebbe fare cose che Chris non potrebbe immaginare.

## Altri media

### Cinema
- Nella quarta trasposizione cinematografica del videogioco, Chris viene interpretato dall'attore statunitense Wentworth Miller.
- Chris è uno dei protagonisti dell'adattamento cinematografico reboot dei primi due videogiochi, interpretato dall'attore canadese Robbie Amell.